# اس‌اوبی
اس‌اوبی (انگلیسی: Swedish Orphan Biovitrum) شرکت داروسازی سوئدی است، که در سال ۲۰۰۱ تأسیس شد.